# Île à Vache
Île à Vache (av franskans île, ö, och vache, ko) är en ö som tillhör Haiti. Den är cirka 46 kvadratkilometer stor och ligger utanför sydkusten på ön Hispaniola, som del av regionen Sud. Buckanjären Captain Morgan använde 1668 ön som bas för en attack mot spanska skepp.